# No Room for the Groom
No Room for the Groom (bra: E o Noivo Voltou; prt: O Noivo Não Tem Quarto) é um filme estadunidense de 1952 do gênero "Comédia Romântica", dirigido por Douglas Sirk. Mais um filme pela Universal Pictures protagonizado pela dupla Tony Curtis e Piper Laurie. Roteiro de Joseph Hoffman de um livro de Darwin L. Teilhet, que em plena época da Guerra da Coreia, mostra um jovem soldado em conflito com um antipático dono de uma fábrica de cimentos que domina a vida de uma pequena cidade americana (crítica aos capitalistas?) e interfere no casamento do casal protagonista.

## Elenco
- Tony Curtis....Alvah Morrell
- Piper Laurie...Lee Kingshead
- Don DeFore...Herman Strouple
- Spring Byington...Mama Kingshead
- Lillian Bronson...Tia Elsa
- Paul McVey...Dr. Trotter
- Alden 'Stephen' Chase...Senhor Taylor
- Lee Aaker...Donovan

## Sinopse
Alvah Morrell é um jovem soldado e proprietário de um pequeno vinhedo que aproveita uma licença para se casar com sua noiva Lee em Las Vegas. A noite de núpcias é interrompida quando ele é internado com catapora e logo depois tem que voltar para a guerra (da Coreia). Dez meses depois, ao retornar para uma licença de uma semana, ele encontra sua esposa morando com a mãe e mais quinze parentes em sua grande casa, a maioria trabalhadores da fábrica de cimentos de Herman Strouple. E o seu casamento entra em crise com a interferência do rico Strouple, que assedia Lee com a ajuda da esperta mãe dela que prefere que a filha deixe o soldado para ficar com o empresário.